# Kupolní pec

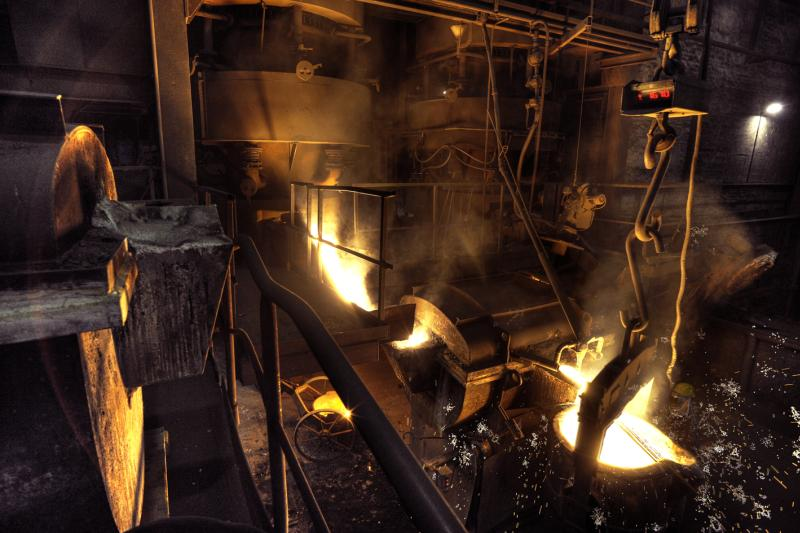
Kupolní pec

Kupolní pec (též kupolová pec nebo kuplovna; název je odvozen od kupole) je zařízení používané ve slévárnách pro výrobu litiny a některých bronzů. Kupolní pec může mít téměř jakékoli prakticky využitelné rozměry. Velikost se vyjadřuje průměrem pece a bývá od 50 cm do 4 m. Pec má válcový tvar a je obvykle postavena svisle na čtyřech nohách. Vzhledově se podobá velkému komínu.
Ve spodní části kuplovny jsou umístěna dvířka otevíraná výkyvně dolů a ven. Horní část, kterou odcházejí plyny, může být otevřená nebo osazena zastřešujícím příklopem, který brání pronikání deště do pece. Pro snížení emisí může být pec osazena nástavcem, který odvádí plyny do zařízení, kde se ochladí a odstraní se z nich pevné částice.
Plášť pece, obvykle vyrobený z oceli, má vyzdívku z žáruvzdorných cihel a žáruvzdorné malty. Spodek je podobný, používá se však často směs jílu a písku, protože jde o dočasnou izolaci. Dolní izolace je stlačena nebo "udusána" proti spodním dveřím. Některé kupolní pece mají chlazený plášť a vstřikování kyslíku pro vyšší teplotu při spalování koksu.